# Bosnië en Herzegovina op de Europese kampioenschappen atletiek 2010
Bosnië en Herzegovina was vertegenwoordigd door twee atleten op de Europese kampioenschappen atletiek 2010.

## Deelnemers
| Onderdeel | Mannen      | Vrouwen       |
| --------- | ----------- | ------------- |
| 100 m     | Nedim Čović |               |
| 200 m     | Nedim Čović |               |
| 400 m     |             | Jasna Horozić |

## Resultaten

### 100m mannen
- Nedim Čović
  - Ronde 1: 34.89 (NQ)

### 400m vrouwen
- Jasna Horozić
  - Reeksen: 22ste in 55,97 (NQ)

Albanië · Andorra · Armenië · Azerbeidzjan · België · Bosnië en Herzegovina · Bulgarije · Cyprus · Denemarken · Duitsland · Estland · Finland · Frankrijk · Georgië · Gibraltar · Griekenland · Groot-Brittannië · Hongarije · Ierland · IJsland · Israël · Italië · Kroatië · Letland · Liechtenstein · Litouwen · Luxemburg · Macedonië · Malta · Moldavië · Monaco · Montenegro · Nederland · Noorwegen · Oekraïne · Oostenrijk · Polen · Portugal · Roemenië · Rusland · San Marino · Servië · Slovenië · Slowakije · Spanje · Tsjechië · Turkije · Wit-Rusland · Zweden · Zwitserland